# Mariko Adachi
Mariko Adachi (足立 真梨子, Adachi Mariko) née le 21 juillet 1983 à Hirakata au Japon est une triathlète professionnelle, victorieuse en 2010, 2012, et 2013 du championnat d'Asie.

## Palmarès
Le tableau présente les résultats les plus significatifs (podium) obtenus sur le circuit international de triathlon depuis 2008.
| Année | Compétition                          | Pays             | Position           | Temps           |
| ----- | ------------------------------------ | ---------------- | ------------------ | --------------- |
| 2013  | Coupe d'Asie - étape de Osaka        | Japon            | Médaille d'or      | 1 h 4 min 14 s  |
| 2013  | Championnat d'Asie                   | Philippines      | Médaille d'or      | 2 h 14 min 17 s |
| 2012  | Championnat d'Asie                   | Japon            | Médaille d'or      | 1 h 48 min 47 s |
| 2011  | Coupe du monde - l'étape d'Auckland  | Nouvelle-Zélande | Médaille de bronze | 2 h 15 min 22 s |
| 2010  | Jeux asiatiques                      | Chine            | Médaille d'or      | 2 h 5 min 43 s  |
| 2010  | Championnat d'Asie                   | Chine            | Médaille d'or      | 2 h 5 min 43 s  |
| 2009  | Coupe d'Asie - étape de Mekong River | Thaïlande        | Médaille d'or      | 2 h 1 min 26 s  |
| 2008  | Coupe d'Asie - étape d'Amakusa       | Japon            | Médaille d'or      | 2 h 3 min 24 s  |

| Édition      | Position | Temps         |
| ------------ | -------- | ------------- |
| Londres 2012 | 14e      | 2 h 2 min 4 s |